# Беляков, Алексей Антонович
Алексей Антонович Беляков (1901—1995) — советский учёный, филолог, один из основоположников карельского литературного языка и карельской письменности

## Биография
Родился 15 марта 1901 г. в деревне Яблонька Никулинской волости Вышневолоцкого уезда Тверской губернии.
В 1917 г. окончил начальное училище в с. Владимировское Вышневолоцкого уезда, с сентября 1920 по 1921 гг. — учитель школы в с. Трофимково. В 1923 г. — в РККА.
В 1925 г. окончил краткосрочные курсы по подготовке учителей для школ крестьянской молодёжи в Твери, с 1925 по 1929 гг. — заведующий школой крестьянской молодежи в с. Владимировское. В августе 1927 г. принял участие в работе I съезда финно-угорских просвещенцев в Ленинграде. В 1930 г. проходил курсы финского языка в селе Олонец Автономной Карельской ССР. В 1930 г. поступил во Второй Московский государственный университет, главный редактор Карельской редакции Центроиздата народов СССР.
С 1 февраля по май 1931 г. — редактор газеты «За колхозы» на карельском языке. С 1931 по 1933 г. — редактор Карельского отделения издательства Мособлисполкома в Лихославле.
С июня 1933 г. — редактор карельской редакции Учпедгиза. Под редакцией Белякова Учпедгиз издал русско-карельский словарь-справочник.
В марте 1937 г. окончил аспирантуру Центрального научно-исследовательского педагогического института национальностей, непродолжительное время работал в Карельском педагогическом институте на карельском отделении рабфака.
С февраля 1937 г. — и. о. доцента Калининского педагогического института, преподаватель по педагогике, зав. кабинетом кареловедения Калининского педагогического института. В этот период перевел на карельский язык «Книги для чтения по русскому языку для карельских школ IV класса», «Книги для чтения по карельскому языку для VII класса» и других.
Составил алфавит для карельской письменности на основе русского алфавита.
В 1937 откомандировывался в Петрозаводск для обследования Карельского педагогического института для проверки состояния подготовки национальных кадров для работы в карельских школах на родном языке.
10 февраля 1938 года арестован органами НКВД по обвинению в шпионаже в пользу Финляндии («карельское дело»), освобожден из-под стражи 11 ноября 1939 года. После освобождения продолжил работу в Калининском педагогическом институте.
В годы Великой Отечественной войны А. А. Беляков — в Советской армии, политработник, преподаватель в военных училищах, в 1946 г. демобилизован по болезни. Награждён Орденом Отечественной войны II степени (1985). В дальнейшем работал старшим преподавателем Калининского пединститута до ухода на пенсию в 1961 г..
После выхода на пенсию написал ряд исследований по истории карел — «Очерки истории верхневолжских карел» (1981), «Первые волостные советы и партийные организации у верхневолжских карел» (1981), «Теория о родстве финно-угорских племен» (1987), «Карелы на Валдайской возвышенности» (1987), «Карелы на Валдайской возвышенности и на Карельском перешейке» (1988 г.) и другие.
Брат — Беляков Александр Антонович — языковед, кандидат филологических наук, старший научный сотрудник сектора языкознания Карельского филиала Академии наук СССР.

## Публикации
- Беляков А. История и быт карельского населения // Тверская деревня: энциклопедия Т. 1: Лихославльский район. Тверь: Издательство Тверского государственного университета, 2001. С. 39-79.